# Malay-le-Grand
Malay-le-Grand è un comune francese di 1 568 abitanti situato nel dipartimento della Yonne nella regione della Borgogna-Franca Contea.

## Società

### Evoluzione demografica
Abitanti censiti